# Lobocleta obliquaria
Lobocleta obliquaria là một loài bướm đêm trong họ Geometridae.